# Myoxanthus
Myoxanthus är ett släkte av orkidéer. Myoxanthus ingår i familjen orkidéer.

## Bildgalleri

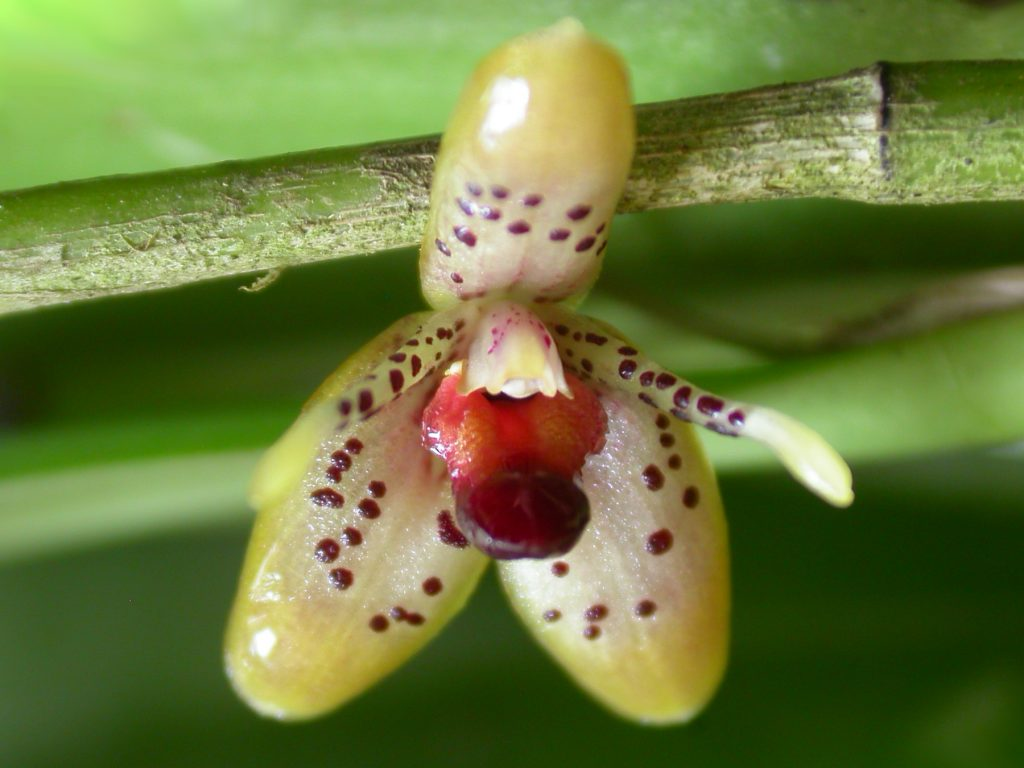

## Dottertaxa tillMyoxanthus, i alfabetisk ordning[1]
- Myoxanthus aciculifolius
- Myoxanthus affinis
- Myoxanthus antennifer
- Myoxanthus ceratothallis
- Myoxanthus chloe
- Myoxanthus cimex
- Myoxanthus colothrix
- Myoxanthus conceicionensis
- Myoxanthus congestus
- Myoxanthus dasyllis
- Myoxanthus ephelis
- Myoxanthus epibator
- Myoxanthus eumeces
- Myoxanthus exasperatus
- Myoxanthus fimbriatus
- Myoxanthus frutex
- Myoxanthus georgei
- Myoxanthus gorgon
- Myoxanthus gyas
- Myoxanthus hirsuticaulis
- Myoxanthus hirtipes
- Myoxanthus hystrix
- Myoxanthus lonchophyllus
- Myoxanthus mejiae
- Myoxanthus melittanthus
- Myoxanthus merae
- Myoxanthus monophyllus
- Myoxanthus montanus
- Myoxanthus neillii
- Myoxanthus octomerioides
- Myoxanthus ovatipetalus
- Myoxanthus parvilabius
- Myoxanthus priapus
- Myoxanthus pulvinatus
- Myoxanthus punctatus
- Myoxanthus reymondii
- Myoxanthus ruschii
- Myoxanthus sarcodactylae
- Myoxanthus scandens
- Myoxanthus seidelii
- Myoxanthus serripetalus
- Myoxanthus simplicicaulis
- Myoxanthus sotoanus
- Myoxanthus speciosus
- Myoxanthus trachychlamys
- Myoxanthus uxorius
- Myoxanthus werneri
- Myoxanthus xiphion